# Lincoln Verduga Loor
Lincoln Savonarola Verduga Loor (Chone, 25 de diciembre de 1917-Portoviejo, 15 de enero de 2009) fue un periodista y político ecuatoriano, reconocido por una amplia trayectoria en el servicio público de su país.

## Biografía
Fue el sexto de los diez hijos de Ramón Verduga Cornejo, intelectual de la revolución del 5 de mayo de Chone y exalcalde del cantón y Lastenia Loor Montesdeoca. La familia Verduga Loor fue reconocida a nivel nacional, siendo desde legisladores, periodistas hasta ministros de Estado.

## Trayectoria pública
Lincoln realiza su primaria en la centenaria escuela Juan Montalvo de Chone y su secundaria en el Colegio Pedro Carbo de Bahía de Caráquez, y luego se especializa en la Central Técnica de Quito en Artes Gráficas, que incluía en la época la especialidad de Linotipista y Fotograbador.

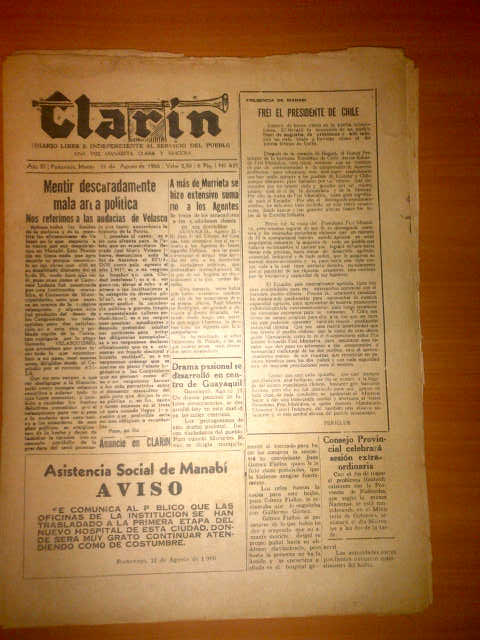
Titular del periódico "El Clarín", refiriéndose en duros términos al expresidente Velasco Ibarra

Desde muy corta edad se destacó en la actividad pública siendo su primera labor a los 17 años, el de fiscalizar los trabajos de la carretera Chone-Quito con el ingeniero Isaac Solórzano C.
Fue director del extinto CRM, por siete ocasiones, Director del Registro Civil de Portoviejo en el año 1966 y figura también como Secretario de la Gobernación de Manabí.  En el año 1966, marca un hito en su carrera periodista, junto con su hermano Franklin, fundando el periódico "El Popular", que posteriormente pasó a llamarse "El Clarín", desde el cual combatió ferozmente, las políticas populistas y antidemocráticas del expresidente José María Velasco Ibarra.
Debido a la férrea oposición de los hermanos Verduga al gobierno Velasquista, el presidente Velasco Ibarra mandó a incendiar las instalaciones de El Clarín, poniendo fin a sus ediciones, pero no a la carrera periodística de Lincoln, quien gracias a su trayectoria, llegó a ser Senador por la prensa ecuatoriana en 1967.  Desde el senado, impulsó varios proyectos de ley, y reformas a la constitución velasquista de 1948.
Su actividad pública seguía cuando junto a sus hermanos Wilson y Franklin, y la gestión de Medardo Mora, contribuyeron a la Creación de la Universidad Laica Eloy Alfaro de Manabí; y junto al doctor Rubén Darío Morales, gestionaron la extensión de la Universidad Laica Vicente Rocafuerte en Portoviejo, la que más tarde se convertiría en la Universidad San Gregorio de Portoviejo

## Últimos años
Durante la última etapa de su vida, se desarrolló como Jefe de Colocaciones en el Ministerio de Bienestar Social actual Ministerio de Inclusión Económica y Social, jubilandose en 1991, siendo este el último cargo público que ostentó.  Lincoln falleció producto de una larga enfermedad el 15 de enero de 2009, dejando un legado al periodismo manabita y nacional.